# عقد 1290
عقد 1290 هو عقد امتد بين 1 يناير 1290 و31 ديسمبر 1299 بحسب التقويم الميلادي. سبقه عقد 1280 ولحقه عقد 1300.

## أحداث
- معركة دنبار (1296)
- معركة كيلي (1299)
- معركة كورزولا (1298)
- الحرب الفرنسية الفلمنكية.

## مواليد
- جوان الثانية، كونتيسة بورغندي (1292)
- ابن قيم الجوزية (1292)
- جان العرجاء (1293)
- إليزابيث من بوهيميا (1292)
- بياتريس من قشتالة (1293)
- عبد الرزاق الإصفهاني (1291)
- يوهان، كونت كليفه (1292)
- ديمتري العيون الرهيبة (1299)
- أبو الربيع المريني (1291)
- كارلو دوق كالابريا (1298)
- كانغراندي الأول ديلا سكالا (1291)

## وفيات
- سعدي الشيرازي (1291)
- إبراهيم بن لقمان (1294)
- معز الدين كيقباذ بن بغرا خان بن بلبن (1290)
- المنصور سيف الدين قلاوون (1290)
- رابان صاوما (1294)
- إبراهيم أبوالعفيا (1291)
- جلال الدين الخبازي (1292)
- محيي الدين بن عبد الظاهر (1292)
- أبو حفص عمر بن يحيى (1295)
- جون الأول، دوق برابانت (1294)
- جيتوني داريتزو (1294)

## كتب
- Yves Denis Papin (1998). Chronologie de l'histoire ancienne. Lieu de publication non identifié: Éditions Jean-paul Gisserot. ISBN:2-87747-346-5. OCLC:40746926. مؤرشف من الأصل في 2022-03-16.
- موسوعة حضارة العالم (2002) لأحمد محمد عوف.

## وصلات خارجية
- تصفح سنة بسنة عقد 1290 على موقع onthisday.com
- تصفح سنة بسنة عقد 1290 ابتداءً من سنة عقد 1290 على موقع المكتبة الوطنية الفرنسية